# Кричнорудний процес

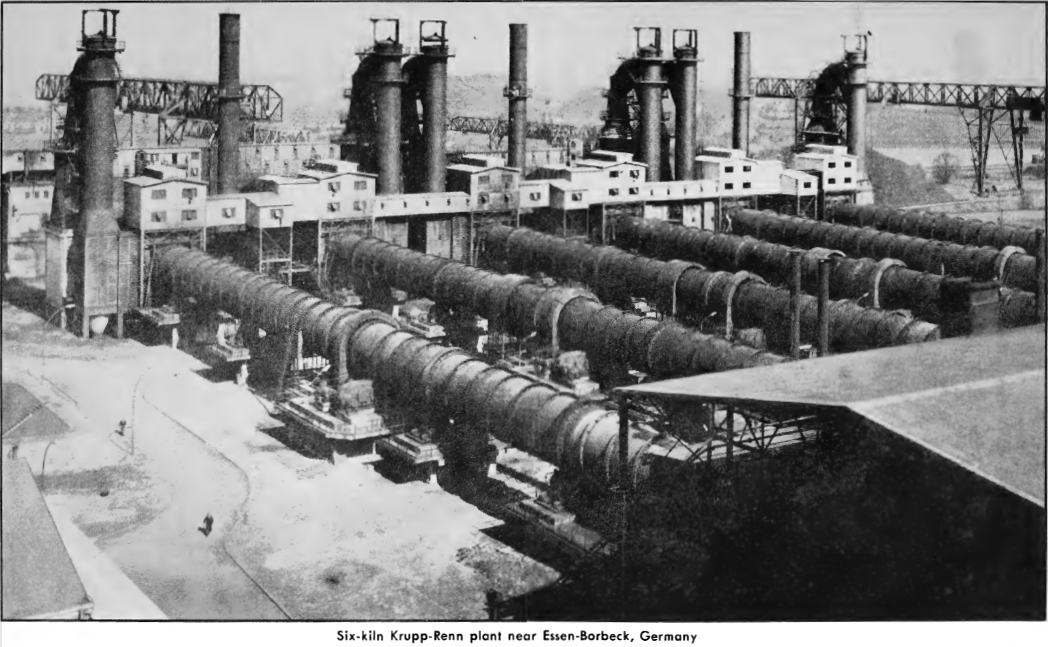
Завод з 6 трубчастими печами для кричнорудного процесу у місті Ессен, Німеччина.

Схема кричнорудного процесу.

Кричнорудний процес, також крупп-ренн процес — процес безпосереднього одержання заліза з залізної руди (без проміжного доменного виробництва), модифікація сиродутного процесу. Запропонований німецьким металургом Ф. Йогансеном і вперше здійснений на заводі фірми Круппів у Магдебурзі в Німеччині. Був призначений для переробки бідних важкозбагачуваних або комплексних залізних руд. Продуктом процесу було залізо у вигляді криці. Протягом 30-х — 50-х років 20 століття у деяких країнах було споруджено загалом понад 65 установок для проведення процесу. У зв'язку з неекономічністтю і малою якістю продукції процес втратив промислове значення на початку 1970-х років.
Установки для кричнорудного процесу являли собою обертові трубні печі завдовжки 60–110 м, діаметром 3,6–4,6 м. Продуктивність одної печі становила 250–800 т на добу за вихідною рудою.
У обертових трубчастих печах в результаті нагрівання залізної руди і відновлення заліза одержували напівпродукт — шматки криці у шлаку. Напівпродукт охолоджували водою, далі подрібнювали у кульових млинах, потім в магнітних сепараторах з нього видаляли крицю.
Досконалішими від кричнорудного процесу є способи безпосереднього одержання заліза, що були розроблені пізніше його.